# Museo Vorarlberg

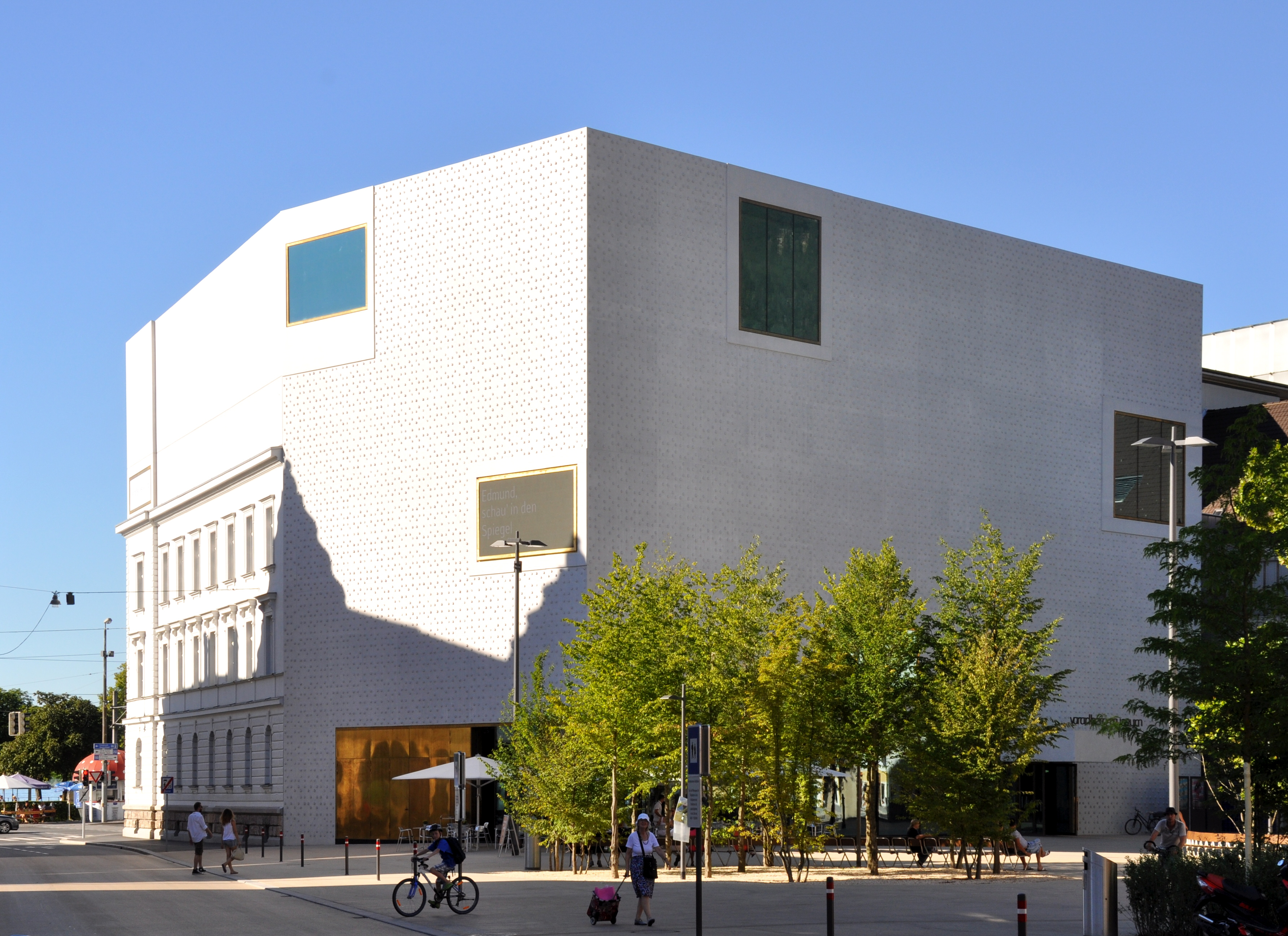

El vorarlberg museum (antiguo Museo de la Región de Vorarlberg, abreviado VLM) en Bregenz es el museo de arte e historia cultural de la provincia austriaca de Vorarlberg. Fue fundada en 1857 y desde entonces ha sido un lugar central donde se recogen, conservan, investigan y ponen a disposición del público los testimonios del arte y la cultura del estado. El trabajo del museo se centra en temas relacionados con Vorarlberg. Al mismo tiempo, las integra en un contexto transfronterizo. Las amplias colecciones de arqueología, historia, historia del arte y folclore de Vorarlberg son la base del trabajo del museo, que en la actualidad las profundiza y las amplía hasta la actualidad. El museo se considera a sí mismo como un lugar de experiencia sensual e intelectual y transmite sus temas sobre la base de testimonios originales del pasado y del presente. Está particularmente interesado en la cooperación con instituciones culturales nacionales, internacionales y regionales. Andreas Rudigier dirige el museo de Vorarlberg desde el 1 de abril de 2011.

## Historia
Bajo el nombre "Asociación de Museo para Vorarlberg" se fundó la primera asociación regional de Vorarlberg en 1857, que poco después de su fundación contaba con 400 miembros. La asociación se fijó la tarea de prevenir la deportación y la destrucción de bienes culturales y "garantizar que el pasado y el presente del país ocupen el lugar que les corresponde". De este objetivo ya se deduce que la junta directiva de la asociación, que había estado dominada durante décadas, también se preocupaba por contribuir a la promoción de la conciencia regional de Vorarlberg a través de la historia del país. El primer foco de atención de la Asociación de Museo para Vorarlberg fue la investigación de la historia romana del país, especialmente del antiguo Brigantium (Bregenz). Sus actividades de coleccionismo, que también se extendieron a muchos otros ámbitos, constituyeron la base de las colecciones de exposiciones culturales e históricas (prehistoria e historia primitiva, época romana, folclore, antigüedades militares y jurídicas, arte) Eel Museo de la Región de Vorarlberg se pudo trasladar a su nuevo edificio en el Bregenzer Kornmarkt en 1905, que fue rediseñado en 1959/60. En 2009 se cerró el antiguo museo, en 2011 pasó a llamarse Museo de Vorarlberg y en 2013 se reabrió en el nuevo edificio proyectado por cukrowicz nachbaur architekten y ampliado por la antigua administración del distrito.

## Arquitectura
En 2007, los arquitectos de Bregenz Andreas Cukrowicz y Anton Nachbaur-Sturm ganaron el concurso de arquitectura para la reconstrucción y construcción del nuevo edificio del Museo de Vorarlberg. La tarea era difícil: integrar el antiguo edifício de distrito administrativo en el nuevo edificio. Los arquitectos siguieron la estructura del edificio de la Seestrasse y crearon un nuevo solitario. El material antiguo se incluyó en la estructura global, se añadieron dos plantas y los colores se combinaron con el nuevo edificio para formar un edificio compacto. En un período de construcción de 33 meses, se construyó un edificio de seis plantas en calidad de casa pasiva con una superficie de exposición de 2.400 m². Una característica llamativa del Museo de Vorarlberg son las flores de hormigón del artista Manfred A. Mayr en la fachada de la casa. Fueron fundidos a partir de fondos de botellas de PET - una referencia lúdica a la función del edificio como "recipiente" para las colecciones.

## Colecciones
La colección del Museo de Vorarlberg comprende aproximadamente 160.000 objetos de diversos géneros: objetos arqueológicos, arte sacro y secular desde los primeros tiempos hasta la actualidad, objetos folclóricos y mucho más. Algunos de los objetos, como la colección de obras de la artista Angelica Kauffmann, son de gran valor, otros se distinguen por su importancia histórica para el país y su gente. Recientemente, los objetos no materiales de la colección, como las entrevistas con testigos contemporáneos y los medios de comunicación, han cobrado cada vez más importancia.
En el catálogo en línea del Museos de Vorarlberg se pueden encontrar objetos seleccionados de la colección .